# Sylvain Idangar
Sylvain Idangar est un footballeur  international tchadien né le 8 mars 1984 à Paris 14e. Il a été formé à l'Olympique lyonnais.

## Biographie
Sylvain Idangar nait le 8 mars 1984 à Paris. Après une enfance passée au sein du club du TUVB à Verrières-le-Buisson, dans l'Essonne, il entre au centre de formation de l'Olympique lyonnais. Quelques années plus tard, il y signe un contrat professionnel de trois ans à l'époque du grand Lyon de Florent Malouda, Juninho Pernambucano, Essien, Mahamadou Diarra. Il a fait ses débuts dans l'élite lors d’une rencontre de Ligue des champions, en décembre 2004 contre l'AC Sparta Prague (un but marqué), ce qui restera sa seule apparition en équipe première.
Sous l'euphorie de cette première apparition en match officiel chez les professionnels, quelques offres de prêt sont parvenues à l'Olympique lyonnais notamment du FC Istres de Mecha Baždarević alors en lutte pour le maintien, mais celles-ci se sont vues rejetées par la direction lyonnaise qui affirme compter sur le joueur.
Après une fin de saison passée à ne jouer qu'avec la réserve celui que l'on surnomme « Sly » sera prêté sans option d'achat a Valenciennes FC en Ligue 2 durant la saison 2005-2006. Bien que disputant peu de rencontres, il bénéficie d'une expérience intéressante aux contacts de joueurs tels que Steve Savidan, Rudy Mater ou Thomas Dossevi et il termine la saison par un sacre de Champion de France dans l'antichambre du football français en 2005.
La saison suivante, « Sly » retourne sur les bords du Rhône avec l'espoir de disputer enfin ses premiers matchs de Ligue 1 mais il ne joue finalement qu'avec la réserve, avec qui il arrivera en finale du championnat (perdue contre le Stade rennais, 3 buts à 1). Ce qui signe sa troisième et dernière année de contrat dans son club formateur. 
En quête de reconnaissance et de temps de jeu, il commence un périple dans le football international et saisit une offre intéressante provenant de Arabie saoudite pour s'exiler à Al-Watani qui dispute sa première saison dans l'élite locale.
Pour la saison 2008-2009, il décide de signer en Algérie à l'Entente sportive de Sétif qui est alors l'un des plus gros clubs d'Afrique, il sera par la même occasion le joueur étranger le plus cher de l'histoire de l'Algérie et rejoint par la même occasion un entraîneur français Bernard Simondi. Toutefois ce dernier est débarqué au bout de six mois, et le joueur se retrouve alors sur la banc. Il décide alors de résilier à l'amiable son contrat.
Malgré un retour en France à la hâte lors du mercato hivernal 2009,  il s'engage en faveur du Cassis-Carnoux en National. L'anecdote veut qu'il soit alors le colocataire d'Hatem Ben Arfa qui évolue alors à l'Olympique de Marseille et qu'il a connu au centre de formation de l'OL. Il joue presque toute la deuxième partie de saison et aide le club à se maintenir.
Libre, il s'entraîne un temps avec l'AS Saint-Priest
avant de rebondir au Portugal et de rejoindre le Clube Desportivo Feirense en deuxième division. Peu utilisé, il jouera une saison intéressante sur le plan collectif en échouant de peu aux portes de l'élite. 
Choisissant de ne pas continuer l'aventure dans le sud de l'Europe, il rebondit en décembre 2010 en Asie pour poursuivre sa carrière, et après un mois d'acclimatation et d'observation, il décide de rejoindre le club de Bangkok Glass FC, en Thaïlande, où il paraphe un contrat de deux ans. 
Libre après son aventure asiatique, il revient dans l'hexagone au début de l'année 2013. Le mercato hivernal étant clôturé, il choisit de terminer la saison à l'AS Minguettes-Vénissieux en CFA2.
Il signe en 2014-2015 en CFA avec le club de Lyon-Duchère.
Toutefois à la suite d'un différend avec le président, le joueur décide de rompre son contrat et quitte l'équipe seulement quelques mois après son arrivée.
Il a été appelé en équipe nationale A du Tchad le samedi 17 mai face au Malawi dans le cadre du premier tour des éliminatoires de la Coupe d’Afrique des Nations 2015. Sa sélection a perdu 2 à 0.